# Chanoga
Chanoga is een dorp in het district North-West in Botswana. De plaats telt 347 inwoners (2011).